# ヴラディミール・ヤンポリスキー
ヴラディミール・エフィモヴィチ・ヤンポリスキー（ロシア語: Владимир Ефимович Ямпольский, ラテン文字転写: Vladimir Efimovich Yampolsky, 1905年 - 1965年6月2日）は、ソビエト連邦のピアニスト。

## 経歴
チェルカースィの生まれ。セルゲイ・タルノフスキーとレオニード・ニコラーエフに師事し、1920年より演奏活動を始める。1940年からマイロン・ポリアキンとデュオを組み、ポリアキンの死後はダヴィッド・オイストラフの専属の伴奏者として活動した。ケメロヴォにて没。